# Xonotic
Xonotic è un videogioco sparatutto in prima persona open source, pubblicato con licenza GPL, nato da Nexuiz.

## Sviluppo
Il progetto è nato in seguito alla concessione da parte di Lee Vermeulen, capo di AlienTrap, del marchio e del logo di Nexuiz alla Illfonic per crearne una versione esclusivamente per console a scopo commerciale. Al progetto hanno aderito praticamente tutti gli sviluppatori e i contributori di Nexuiz per PC, insieme alla maggior parte della community.